# جيمس هارفي براون
جيمس هارفي براون (بالإنجليزية: James Harvey Brown) هو قاضي وسياسي أمريكي، ولد في 26 أبريل 1906، وتوفي في 10 يوليو 1995.